# 4e étape du Tour d'Espagne 2003
Pour un article plus général, voir Tour d'Espagne 2003.
La 4e étape du Tour d'Espagne 2003 a eu lieu le 8 septembre 2003 entre la ville de Santander et celle de Burgos sur une distance de 151 km. Elle a été remportée par le Vénézuélien Unai Etxebarria (Euskaltel-Euskadi) devant son coéquipier l'Espagnol David Etxebarria et le Colombien Félix Cárdenas (Labarca-2-Café Baqué). L'Espagnol Isidro Nozal (ONCE-Eroski) s'empare du maillot doré de leader du classement général au détriment de son coéquipier Joaquim Rodríguez.

## Classement de l'étape
| \| Classement de l'étape \| Classement de l'étape \| Classement de l'étape \| Classement de l'étape \| Classement de l'étape \| \| Coureur \| Coureur \| Pays \| Équipe \| Temps \| \| --------------------- \| ---------------------- \| --------------------- \| ---------------------------- \| --------------------- \| \| 1er \| Unai Etxebarria \| Venezuela \| Euskaltel-Euskadi \| 3 h 26 min 51 s \| \| 2e \| David Etxebarria \| Espagne \| Euskaltel-Euskadi \| + 44 s \| \| 3e \| Félix Cárdenas \| Colombie \| Labarca-2-Café Baqué \| + 44 s \| \| 4e \| José Enrique Gutiérrez \| Espagne \| Kelme-Costa Blanca \| + 44 s \| \| 5e \| Jurgen Van Goolen \| Belgique \| Quick Step-Davitamon \| + 44 s \| \| 6e \| Isidro Nozal \| Espagne \| ONCE-Eroski \| + 44 s \| \| 7e \| Óscar Laguna \| Espagne \| Colchon Relax - Fuenlabrada \| + 1 min 05 s \| \| 8e \| Erik Zabel \| Allemagne \| Telekom \| + 1 min 34 s \| \| 9e \| Julian Dean \| Nouvelle-Zélande \| CSC \| + 1 min 34 s \| \| 10e \| Patrick Calcagni \| Suisse \| Vini Caldirola-Saunier Duval \| + 1 min 34 s \| |                        |                  |                              |                 |
| |                        |                  |                              |                 |
| |                        |                  |                              |                 |
| Classement de l'étape |                        |                  |                              |                 |
| Coureur | Coureur                | Pays             | Équipe                       | Temps           |
| 1er | Unai Etxebarria        | Venezuela        | Euskaltel-Euskadi            | 3 h 26 min 51 s |
| 2e | David Etxebarria       | Espagne          | Euskaltel-Euskadi            | + 44 s          |
| 3e | Félix Cárdenas         | Colombie         | Labarca-2-Café Baqué         | + 44 s          |
| 4e | José Enrique Gutiérrez | Espagne          | Kelme-Costa Blanca           | + 44 s          |
| 5e | Jurgen Van Goolen      | Belgique         | Quick Step-Davitamon         | + 44 s          |
| 6e | Isidro Nozal           | Espagne          | ONCE-Eroski                  | + 44 s          |
| 7e | Óscar Laguna           | Espagne          | Colchon Relax - Fuenlabrada  | + 1 min 05 s    |
| 8e | Erik Zabel             | Allemagne        | Telekom                      | + 1 min 34 s    |
| 9e | Julian Dean            | Nouvelle-Zélande | CSC                          | + 1 min 34 s    |
| 10e | Patrick Calcagni       | Suisse           | Vini Caldirola-Saunier Duval | + 1 min 34 s    |

## Classement général
| \| Classement général \| Classement général \| Classement général \| Classement général \| Classement général \| \| Coureur \| Coureur \| Pays \| Équipe \| Temps \| \| ------------------ \| ------------------------- \| ------------------ \| ----------------------------- \| ------------------ \| \| 1er \| Isidro Nozal \| Espagne \| ONCE-Eroski \| 10 h 51 min 35 s \| \| 2e \| Joaquim Rodríguez \| Espagne \| ONCE-Eroski \| + 50 s \| \| 3e \| Igor González de Galdeano \| Espagne \| ONCE-Eroski \| + 50 s \| \| 4e \| David Etxebarria \| Espagne \| Euskaltel-Euskadi \| + 50 s \| \| 5e \| Marcos Serrano \| Espagne \| ONCE-Eroski \| + 50 s \| \| 6e \| Manuel Beltrán \| Espagne \| US Postal Service-Berry Floor \| + 1 min 00 s \| \| 7e \| Roberto Heras \| Espagne \| US Postal Service-Berry Floor \| + 1 min 00 s \| \| 8e \| Aitor Osa \| Espagne \| iBanesto.com \| + 1 min 14 s \| \| 9e \| Francisco Mancebo \| Espagne \| iBanesto.com \| + 1 min 14 s \| \| 10e \| Unai Osa \| Espagne \| iBanesto.com \| + 1 min 14 s \| |                           |         |                               |                  |
| |                           |         |                               |                  |
| |                           |         |                               |                  |
| Classement général |                           |         |                               |                  |
| Coureur | Coureur                   | Pays    | Équipe                        | Temps            |
| 1er | Isidro Nozal              | Espagne | ONCE-Eroski                   | 10 h 51 min 35 s |
| 2e | Joaquim Rodríguez         | Espagne | ONCE-Eroski                   | + 50 s           |
| 3e | Igor González de Galdeano | Espagne | ONCE-Eroski                   | + 50 s           |
| 4e | David Etxebarria          | Espagne | Euskaltel-Euskadi             | + 50 s           |
| 5e | Marcos Serrano            | Espagne | ONCE-Eroski                   | + 50 s           |
| 6e | Manuel Beltrán            | Espagne | US Postal Service-Berry Floor | + 1 min 00 s     |
| 7e | Roberto Heras             | Espagne | US Postal Service-Berry Floor | + 1 min 00 s     |
| 8e | Aitor Osa                 | Espagne | iBanesto.com                  | + 1 min 14 s     |
| 9e | Francisco Mancebo         | Espagne | iBanesto.com                  | + 1 min 14 s     |
| 10e | Unai Osa                  | Espagne | iBanesto.com                  | + 1 min 14 s     |

## Classements annexes
| Classement par points | Classement par points     | Classement par points | Classement par points | Classement par points |
| Coureur               | Coureur                   | Pays                  | Équipe                | Points                |
| --------------------- | ------------------------- | --------------------- | --------------------- | --------------------- |
| 1er                   | David Etxebarria          | Espagne               | Euskaltel-Euskadi     | 32 pts                |
| 2e                    | Joaquim Rodríguez         | Espagne               | ONCE-Eroski           | 32 pts                |
| 3e                    | Igor González de Galdeano | Espagne               | ONCE-Eroski           | 30 pts                |
| 4e                    | Erik Zabel                | Allemagne             | Telekom               | 28 pts                |
| 5e                    | Unai Etxebarria           | Venezuela             | Euskaltel-Euskadi     | 27 pts                |

| Classement par points | Classement par points     | Classement par points | Classement par points | Classement par points |
| Coureur               | Coureur                   | Pays                  | Équipe                | Points                |
| --------------------- | ------------------------- | --------------------- | --------------------- | --------------------- |
| 1er                   | David Etxebarria          | Espagne               | Euskaltel-Euskadi     | 32 pts                |
| 2e                    | Joaquim Rodríguez         | Espagne               | ONCE-Eroski           | 32 pts                |
| 3e                    | Igor González de Galdeano | Espagne               | ONCE-Eroski           | 30 pts                |
| 4e                    | Erik Zabel                | Allemagne             | Telekom               | 28 pts                |
| 5e                    | Unai Etxebarria           | Venezuela             | Euskaltel-Euskadi     | 27 pts                |

| Classement de la montagne | Classement de la montagne | Classement de la montagne | Classement de la montagne       | Classement de la montagne |
| Coureur                   | Coureur                   | Pays                      | Équipe                          | Points                    |
| ------------------------- | ------------------------- | ------------------------- | ------------------------------- | ------------------------- |
| 1er                       | Félix Cárdenas            | Colombie                  | Labarca-2-Café Baqué            | 34 pts                    |
| 2e                        | Luis Pérez Rodríguez      | Espagne                   | Cofidis-Le Crédit par Téléphone | 25 pts                    |
| 3e                        | Isidro Nozal              | Espagne                   | ONCE-Eroski                     | 20 pts                    |
| 4e                        | Fabian Jeker              | Suisse                    | Milaneza-MSS                    | 16 pts                    |
| 5e                        | Carlos Sastre             | Espagne                   | CSC                             | 12 pts                    |

| Classement de la montagne | Classement de la montagne | Classement de la montagne | Classement de la montagne       | Classement de la montagne |
| Coureur                   | Coureur                   | Pays                      | Équipe                          | Points                    |
| ------------------------- | ------------------------- | ------------------------- | ------------------------------- | ------------------------- |
| 1er                       | Félix Cárdenas            | Colombie                  | Labarca-2-Café Baqué            | 34 pts                    |
| 2e                        | Luis Pérez Rodríguez      | Espagne                   | Cofidis-Le Crédit par Téléphone | 25 pts                    |
| 3e                        | Isidro Nozal              | Espagne                   | ONCE-Eroski                     | 20 pts                    |
| 4e                        | Fabian Jeker              | Suisse                    | Milaneza-MSS                    | 16 pts                    |
| 5e                        | Carlos Sastre             | Espagne                   | CSC                             | 12 pts                    |

| Classement du combiné | Classement du combiné     | Classement du combiné | Classement du combiné           | Classement du combiné |
| Coureur               | Coureur                   | Pays                  | Équipe                          | Points                |
| --------------------- | ------------------------- | --------------------- | ------------------------------- | --------------------- |
| 1er                   | Isidro Nozal              | Espagne               | ONCE-Eroski                     | 12 pts                |
| 2e                    | David Etxebarria          | Espagne               | Euskaltel-Euskadi               | 13 pts                |
| 3e                    | Luis Pérez Rodríguez      | Espagne               | Cofidis-Le Crédit par Téléphone | 20 pts                |
| 4e                    | Igor González de Galdeano | Espagne               | ONCE-Eroski                     | 26 pts                |
| 5e                    | Joaquim Rodríguez         | Espagne               | ONCE-Eroski                     | 27 pts                |

| Classement du combiné | Classement du combiné     | Classement du combiné | Classement du combiné           | Classement du combiné |
| Coureur               | Coureur                   | Pays                  | Équipe                          | Points                |
| --------------------- | ------------------------- | --------------------- | ------------------------------- | --------------------- |
| 1er                   | Isidro Nozal              | Espagne               | ONCE-Eroski                     | 12 pts                |
| 2e                    | David Etxebarria          | Espagne               | Euskaltel-Euskadi               | 13 pts                |
| 3e                    | Luis Pérez Rodríguez      | Espagne               | Cofidis-Le Crédit par Téléphone | 20 pts                |
| 4e                    | Igor González de Galdeano | Espagne               | ONCE-Eroski                     | 26 pts                |
| 5e                    | Joaquim Rodríguez         | Espagne               | ONCE-Eroski                     | 27 pts                |

| Classement par équipes | Classement par équipes        | Classement par équipes | Classement par équipes |
| Équipe                 | Équipe                        | Pays                   | Temps                  |
| ---------------------- | ----------------------------- | ---------------------- | ---------------------- |
| 1re                    | ONCE-Eroski                   | Espagne                | 32 h 36 min 25 s       |
| 2e                     | Euskaltel-Euskadi             | Espagne                | + 56 s                 |
| 3e                     | iBanesto.com                  | Espagne                | + 2 min 02 s           |
| 4e                     | Kelme-Costa Blanca            | Espagne                | + 2 min 15 s           |
| 5e                     | US Postal Service-Berry Floor | États-Unis             | + 2 min 35 s           |

| Classement par équipes | Classement par équipes        | Classement par équipes | Classement par équipes |
| Équipe                 | Équipe                        | Pays                   | Temps                  |
| ---------------------- | ----------------------------- | ---------------------- | ---------------------- |
| 1re                    | ONCE-Eroski                   | Espagne                | 32 h 36 min 25 s       |
| 2e                     | Euskaltel-Euskadi             | Espagne                | + 56 s                 |
| 3e                     | iBanesto.com                  | Espagne                | + 2 min 02 s           |
| 4e                     | Kelme-Costa Blanca            | Espagne                | + 2 min 15 s           |
| 5e                     | US Postal Service-Berry Floor | États-Unis             | + 2 min 35 s           |